# 卡里布鎮區 (明尼蘇達州基特遜縣)
卡里布鎮區（英語：Caribou Township）是位於美國明尼蘇達州基特遜縣的一個行政鎮區。

## 地方資料
卡里布鎮區的面積為114.59平方千米，當中陸地面積為114.16平方千米，而水域面積為0.43平方千米。根據2020年美國人口普查的數據，當地共有人口32人，而人口密度為每平方千米0.28人。